# Piccole suore domenicane
Le Piccole Suore Domenicane (in francese Petites Sœurs Dominicaines; sigla P.S.D.) sono un istituto religioso femminile di diritto pontificio.

## Storia
La congregazione fu fondata nel 1876 a Beaune dal sacerdote Victor Chocarne e da Marguerite de Blic per l'apostolato nel mondo operaio tramite l'assistenza domiciliare gratuita ai malati poveri.
Le infermiere nel 1877 si costituirono in associazione del terz'ordine domenicano e nel 1879 aprirono la loro prima casa a Beaune prendendo il nome di "domenicane del Santo Bambino Gesù"; nel 1893 aggiunsero al titolo "infermiere dei poveri" e adottarono il nome di "Piccole Suore Domenicane" nel 1951.
L'istituto, aggregato all'ordine dei frati predicatori dal 13 marzo 1880, ricevette il pontificio decreto di lode il 15 luglio 1908.

## Attività e diffusione
Le suore si dedicano all'assistenza ai malati a domicilio e in centri di cura, ad altre attività di carattere medico-sociale, al lavoro in fabbrica e alla catechesi.
Oltre che in Francia, sono presenti in Belgio, Congo, Ruanda e Spagna; la sede generalizia è a Saint-Jean-de-la-Ruelle, presso Orléans.
Alla fine del 2015 l'istituto contava 72 religiose in 17 case.